# Joe Preston
Joe Preston es un bajista estadounidense, exmiembro de las bandas Earth, The Melvins, Men's Recovery Project, The Need y High on Fire. Preston también ha tocado con Sunn O))), y tiene un proyecto solista llamado Thrones. En 2007, ingreso a la banda  Harvey Milk y registro Life...The Best Game in Town. Joe es tío del actor Dominic Janes.

## Discografía

### Earth
- Extra-Capsular Extraction (1991 Sub Pop)
- 10 1990
- Sunn Amps and Smashed Guitars  (1995 No Quarter)

### Melvins
- Salad of a Thousand Delights VHS (1991 Box Dog Video)
- Lysol CD/LP (1992 Boner Records)
- "Night Goat" single (1992 Amphetamine Reptile Records)
- Joe Preston CD/EP (1992 Boner Records)

### Thrones
- Untitled demo cassette (1994 Punk In My Vitamins? Records)
- Alraune CD (1996 The Communion Label)
- "The Suckling" 7" (1998 Kill Rock Stars)
- "Reddleman" 7" (1999 Punk In My Vitamins? Records)
- "Senex" 7" (1999 Soda Girl Records)
- Split 7" with Behead the Prophet, No Lord Shall Live (1999 Voice of the Sky Records)
- White Rabbit 12" EP (1999 Kill Rock Stars)
- Sperm Whale 12" EP (2000 Kill Rock Stars)
- Sperm Whale/White Rabbit CD (2000 Kill Rock Stars)
- Day Late, Dollar Short compilation CD (2005 Southern Lord Records)

### Harvey Milk
- Life... The Best Game in Town (2008 Hydra Head Records)

### The Need
- "Jacky O' Lantern" 7" single (1997 Outpunk Records)
- The Need CD/LP (1997 Chainsaw Records)
- The Need w/Joe Preston & DJ Zena 10" EP (1998 Up Records)
- The Need Is Dead CD (2000 Chainsaw Records)

### Men's Recovery Project
- Grappling With the Homonids CD/LP (1998 Vermiform Records)
- Resist The New Way CD/LP (1999 Vermiform Records)

### Sunn O)))
- White1 CD/2xLP (2003 Southern Lord Records)
- White2 CD/2xLP (2004 Southern Lord Records)
- Altar (collaboration with Boris, CD 2006, 2xCD ltd. 5000 2006, 3xLP 2007 Southern Lord Records)
- Oracle 2xCD/LP (2007 Southern Lord Records) (appears on "Belülrol Pusztít" playing Jackhammer)

### High on Fire
- Blessed Black Wings (2005 Relapse Records)
- Split with Ruins 7"/comic book (2005 Skin Graft Records/Relapse Records)

### Witchypoo
- Public Works CD/LP (5 Rue Christine)
- Everybody Looks Good in a Helmet CD/LP (Kill Rock Stars)
- Pitching Woo CD (Vermiform Records)
- Witchypoo Salutes the Space Program 7" (Vermiform Records)
- Olympia Must Die 7" (Thin the Herd Records)

### Otros
- C-Average – C-Average CD/LP ( Kill Rock Stars)
- Godheadsilo – The Scientific Supercake CD/LP ( Kill Rock Stars)
- Godheadsilo – Skyward in Triumph CD/LP
- Godheadsilo – Booby Trap 7”
- Godheadsilo – Thee Friendship Village EP
- The Hoodwinks – Stab, Stab, Stab CD/LP ( Thin the Herd Records)
- Loud Machine 0.5 – Loud Machine 0.5 7” ( Yoyo Records)
- Snakepit – "Wait" b/w "Disease" 7” ( Self Release)
- Snakepit – "Waste" b/w "Million" 7” (Self Release)
- Sue P. Fox – Light Matches, Spark Lives CD/LP ( Kill Rock Stars)
- Superconductor – Touring bassist
- The Whip – "Freelance Liaison" b/w "Sheep and Goat" 7” ( Wantage Records)
- Joe Preston and Daniel Menche - Cerberic Doxology ( Anthem Records)